# 王國
王國，是一种實行君主制的主權國家，通常指统治者称号为“国王”或“女王”的国家。现代实行君主制的国家多称为王國或君主國，汉语多对应到英语的Kingdom或Realm，按照中文的概念，多指国家形成的过程中出现的政治实体，或国家元首为国王或女王的现代主权国家。其它种类的君主制国家包括帝国、汗国和公國等。

## 中国
中原王朝的周朝天子的封地被称为诸侯列国。初期，只有中央政府（周王朝天子）自稱「王」，分封諸侯依「公」、「侯」、「伯」、「子」、「男」等爵位，分封不同大小的領地，成為各諸侯國後，慢慢有了僭稱；秦在前期非常長的時間，都是以「子」稱「侯」，在周王室被迫承認三家分晉後，王權更加弱化，各諸侯紛紛效法「楚」（楚起源于周封諸侯，但只有諸侯封臣本身來自周王朝的王族，封地內的卿大夫多為當地土著宗族出身，有一些長期被視為蠻夷）開始稱王，如齐王、楚王等，中文称中国历史上这一时期的王国为诸侯。汉朝之后，封国制和郡县制并行，之后各个朝代各有分封，封国的统治者时称为“国王”。
基於傳統「中國」、「天子」的觀念，中國皇帝通常不會支持週邊國家有皇帝的存在，僅允許週邊屬國在冊封下稱「王」，在中原政權對週邊國家不具絕對政治優勢的時期，才會出現多個帝國（如宋、遼、夏、大理、吐番），朝鮮即是在日本勢力介入下才脫離與中國的主從關係，自立為大韓帝國，正式稱帝。

## 其他地區
在世界各地歷史上大部分地区都曾有王國存在，如歐洲的法蘭西王國、荷蘭王國、葡萄牙王國、匈牙利王國、意大利王國、羅馬尼亞王國、保加利亞王國等，非洲的埃及王國、馬里王國、剛果王國等，亞洲的柬埔寨王國、安南王國等，美洲的瑪雅王國等。

## 現代
現今世界上仍有不少王國，詳見下表：
| 國家         | 正式國名                   | 政區                    | 地圖 | 國家元首  | 政府首腦 |
| ------------ | -------------------------- | ----------------------- | ---- | --------- | -------- |
|              | 澳大利亚聯邦               | 6州、1領地、1首都特區   |      | 国王 總督 | 總理     |
| 不丹         | 不丹王國                   | 4區                     |      | 國王      | 首相     |
| 巴林         | 巴林王國                   | 5省                     |      | 國王      | 首相     |
| 泰國         | 泰王國                     | 76府，1個直轄市（曼谷） |      | 國王      | 總理     |
| 约旦         | 約旦哈希姆王國             | 12省                    |      | 國王      | 首相     |
|              | 東加王國                   | 5區                     |      | 國王      | 首相     |
| 丹麦         | 丹麥王國                   | 5大區                   |      | 國王      | 首相     |
| 瑞典         | 瑞典王國                   | 21省                    |      | 國王      | 首相     |
| 挪威         | 挪威王國                   | 19郡                    |      | 國王      | 首相     |
| 荷蘭         | 荷兰王国                   | 12省、3公共實體         |      | 國王      | 首相     |
| 新西兰       | 新西兰                     | 16區、1領地、1域外領土  |      | 国王 總督 | 總理     |
| 比利时       | 比利時王國                 | 3社群、3大區            |      | 國王      | 首相     |
| 加拿大       | 加拿大                     | 10省、3地區             |      | 国王 總督 | 總理     |
| 柬埔寨       | 柬埔寨王國                 | 24省和1直辖市           |      | 國王      | 首相     |
| 西班牙       | 西班牙王國                 | 17自治區、2自治市       |      | 國王      | 首相     |
| 英国         | 大不列顛及北愛爾蘭聯合王國 | 4構成國                 |      | 国王      | 首相     |
| 摩洛哥       | 摩洛哥王國                 | 12大區（包括西撒哈拉）  |      | 國王      | 首相     |
| 賴索托       | 萊索托王國                 | 10行政區                |      | 國王      | 首相     |
|              | 斯威士蘭王國               | 4區                     |      | 國王      | 首相     |
| 沙烏地阿拉伯 | 沙特阿拉伯王國             | 13埃米爾區              |      | 國王      | 首相     |

### 聯合王國列表
| 國家   | 正式國名                   | 政區                                      | 地圖 | 國家元首  | 政府首腦 |
| ------ | -------------------------- | ----------------------------------------- | ---- | --------- | -------- |
| 英国   | 大不列顛及北愛爾蘭聯合王國 | 英格蘭、蘇格蘭、威爾士、北愛爾蘭          |      | 君主      | 首相     |
| 丹麦   | 丹麥王國                   | 丹麥本土、格陵蘭、法羅群島                |      | 君主      | 首相     |
| 荷兰   | 荷兰王国                   | 荷蘭、阿魯巴、庫拉索、聖馬丁              |      | 君主      | 首相     |
| 新西兰 | 新西蘭王國                 | 新西蘭、庫克群島、 紐埃、托克勞、羅斯屬地 |      | 君主 總督 | 總理     |